# Blaž Kumerdej
Blaž Kumerdej (korabeli írásmód szerint Kumerdey) (Feldes, 1738. január 27. – Laibach, 1805. március 10.) szlovén tanító, felvilágosult, filológus, író.

## Élete
A Bled fölötti Zagoricén született Mihael Kumerdej (az anyakönyv szerint Cumerdej) helyi földműves fiaként, édesanyja Marija névvel ismert. Egyes kutatási vélemények arra következtetnek, hogy az anyakönyvben megadott időpontnál egy hónappal korábban jöhetett világra és csak keresztelése napját jegyezték be születési időpontként. A családnak még három gyermeke volt Blažon kívül, Jernej, Janez és Elizabeta.
Kumerdej elemi iskoláját a bledi egyházközségi iskolában végezte. Bár szülei papnak szánták, mégsem választotta ezt a szolgálatot. Laibachban (Ljubljana) járta a gimnáziumot 1750-től 1757-ig. Ezt követően három évig filozófiát, két évig teológiát tanult és 1767-ben iratkozott a bécsi jogi karra. Bécsi tanulmányai során ismerkedett meg a felvilágosodás nemzeti eszméivel, többek között a városban élő szlovén értelmiségiek és német felvilágosultak, mint Joseph von Sonnenfels hatottak rá.
1773-ban correpetitor juris minősítésben végzett. Lelkességét maga Mária Terézia császárnő nagyra értékelvén kinevezi a laibachi elemi iskola igazgatójává, Krajnában. 1786-ban kerületi tanfelügyelő volt Cillében (ma Celje, Szlovénia), rövid ideig Bécsben is volt iskolaigazgató. Kumerdej felújította a szlovén iskolaszervezési programot a felvilágosodás elvei mentén az örökös tartományokban, mivel szervezett szlovén iskolahálózat a térségben nem volt. Sokat tett a vasárnapi iskolák fejlesztése érdekében, melyek a szlovén nyelv oktatásában nagy előrelépést jelentettek. Az osztrák hatóságok előtt úgy próbálta kimagyarázni tevékenységét, hogy célja az egyszerű emberek oktatása, ezen egyszerű emberek pedig csak szlovén nyelven értenek. Kumerdej ügyelt arra, hogy hivatalosan nem bejegyzett, az ő tevékenységi körén kívül fellépő ún. vadtanítók ne tevékenykedjenek.
Kumerdej személyesen vett részt pedagógusok, így polgári tanítók képzésében, ezzel a szlovén oktatás színvonalát emelte. Elveit szem előtt tartva gondosan ügyelt, hogy a német nyelv ne kapjon nagyobb szerepet az oktatásban. 1776. május 26-án Kumerdej a bécsi kormányzat hivatalosan megtette az állami tankönyvek szlovén nyelvű fordítójává, ezzel már vitathatatlan szerepe volt a szlovén irodalmi nyelv alakításában és további művelésében. Ezek mellett a kormányzat által kiadott pátensek és egyéb hivatalos dokumentumok fordítását is Kumerdej végezte. 1785-től a tankerület kormánybiztosa, ezen tisztségét arra fordította, hogy a cillei tanárképzések kivitelezésén javítson. Cenzorként felügyelte számos könyv megjelenését, illetve ő is adott ki szlovén nyelvű könyveket. Pánszláv eszméket is vallva kapcsolatokat keresett más szláv értelmiségi csoportosulásokkal (elsősorban orosz felvilágosultakkal, így a neves Mihail Lomonoszovval) és erősíteni törekedett a szláv nacionalizmust. Bécsi évei alatt már tanulmányozta az egyes szláv nyelveket (orosz, szerb, cseh, lengyel) és későbbiekben közelíteni próbálta feléjük a szlovén írott nyelvet is. Több másik felvilágosult szerzővel és értelmiségivel, így Valentin Vodnikkal azon körbe tartozott, amelynek Sigismund Zois von Edelstein (szlovén nevén Žiga Zois) volt a mecénása, aki lelkesen pártolta a szlovén szellemi fejlődést. 1779-ben létrehozott egy akadémiát 15 taggal, amelynek célja a szlovén nyelv további normalizálása alapvető könyvek megjelentetésével, illetve szótár és nyelvtan megírásával.
1777-ben összeházasodott egy olasz származású nővel, Maria Anna de Garzonival. Apósa egy itáliai kereskedő volt, Zois barátja, az ő révén került kapcsolatba jövendőbelijével is. Mariától hat gyermeke született: Vincenc Jožef, Marija Ana Antonija, Ana Sabina, Marija ana, Karolina, Marija Emerentijana. De egyik sem maradt életben, gyerekkorukban meghaltak. Felesége 1792-ben elhunyt Cillében, gümőkór következtében. Felesége halála annyira megviselte, hogy kérte visszahelyezését Cilléből Laibachba, de a következő évek a hanyatlást jelentették számára. Bár munkatársai és egyben barátai próbáltak neki támaszt nyújtani, de rövidesen ők is meghaltak, így Kumerdej egyre jobban elmagányosodott.
1784-től Karel Herberstein laibachi püspök áldásával Jurij Japelj plébánossal közösen szlovén katolikus Biblia fordítását kezdték el (eddig csak Jurij Dalmatin 16. századi evangélikus verzióját ismerték Krajnában és a többi örökös tartományban, míg Magyarország külön Biblia-fordítása volt a szlovénoknak). Kumerdejnek egyébként voltak ismeretei a héber nyelvről is, bár a Szentírást a latin Vulgata szerint fordították le szlovénra.
Kumerdej szembehelyezkedett kortársa, Marko Pohlin nyelvújítási törekvéseivel, aki szintén le akarta fordítani a Bibliát, de Herberstein inkább Japeljnak és Kumerdejnek kedvezett. Pohlin elképzeléseit Kumerdej bírálta, ezért a bécsi tanulóévek alatt, a többi szláv nyelvi norma tanulmányozásából származó ismereteit felhasználva külön nyelvtan, szótár és új helyesírás megalkotását helyezte kilátásba, de ez csak kéziratban maradt fenn. Japeljjal rövidesen szembekerült, mert a plébánossal sem voltak egy véleményen a nyelv kérdésében: Kumerdej újítani akart, míg Japelj konzervatív volt, nem vette figyelembe a régi szlovén irodalmi nyelv és jelenlegi nyelv, illetve nyelvjárások közötti különbségeket, segítőtársait pedig nem engedte érvényesülni. Megelégelve Japelj önkényes lépéseit Kumerdej lemondott a programban való részvételről, munkája csupán az újszövetségi részben és Mózes négy könyvénél van jelen.
Életében aktív jozefinista és fiziokrata volt, a nyelvészet terén racionalista elveket vallott. 1798-tól filológus munkáját feladta, attól kezdve egyre kevesebbet dolgozott és hosszantartó betegség után, teljesen elhagyatva meghalt Laibachban.
Bledben ma is áll szülőháza, amely ma kulturális és történelmi emlékhely egyedülálló kiépítettségével és elhelyezkedésével. Többek között megőrződött füstöskonyhája, kemencéje, tufába vájt pincéje, valamint pajtája és kútja. Kumerdej születése idején a ház még nem volt családja tulajdona, hanem egy helyi gazdáé, Matija Skubléé, aki 1755-ben hunyt el. Ezért Kumerdej a születési anyakönyvi adatokban is úgy szerepel, mint aki a Sklube-féle házban jött világra.

## Külső hivatkozás
- Kumerdej, Blaž (gorjenci.si) Archiválva 2014. július 19-i dátummal a Wayback Machine-ben)
- Kumerdej, Blaž (Slovenski Biografski Leksikon)